# Saint-Aubin-Fosse-Louvain
Saint-Aubin-Fosse-Louvain ist eine französische Gemeinde mit 212 Einwohnern (Stand: 1. Januar 2022) im Département Mayenne in der Region Pays de la Loire; sie gehört zum Arrondissement Mayenne und zum Kanton Gorron. Die Einwohner werden Saint-Aubinois genannt.

## Geographie
Saint-Aubin-Fosse-Louvain liegt etwa 55 Kilometer nördlich des Stadtzentrums von Laval. Umgeben wird Saint-Aubin-Fosse-Louvain von den Nachbargemeinden Désertines im Nordwesten und Norden, Passais Villages im Nordosten, Lesbois im Osten, Gorron im Südosten und Süden, Hercé im Süden und Südwesten sowie Vieuvy im Westen.

## Bevölkerungsentwicklung
| Jahr                       | 1962 | 1968 | 1975 | 1982 | 1990 | 1999 | 2006 | 2019 |
| Einwohner                  | 540  | 454  | 393  | 324  | 290  | 252  | 277  | 216  |
| Quellen: Cassini und INSEE |      |      |      |      |      |      |      |      |

## Sehenswürdigkeiten
- Kirche Saint-Aubin aus dem 15. Jahrhundert
- Herrenhaus La Cour
- Englischer Turm

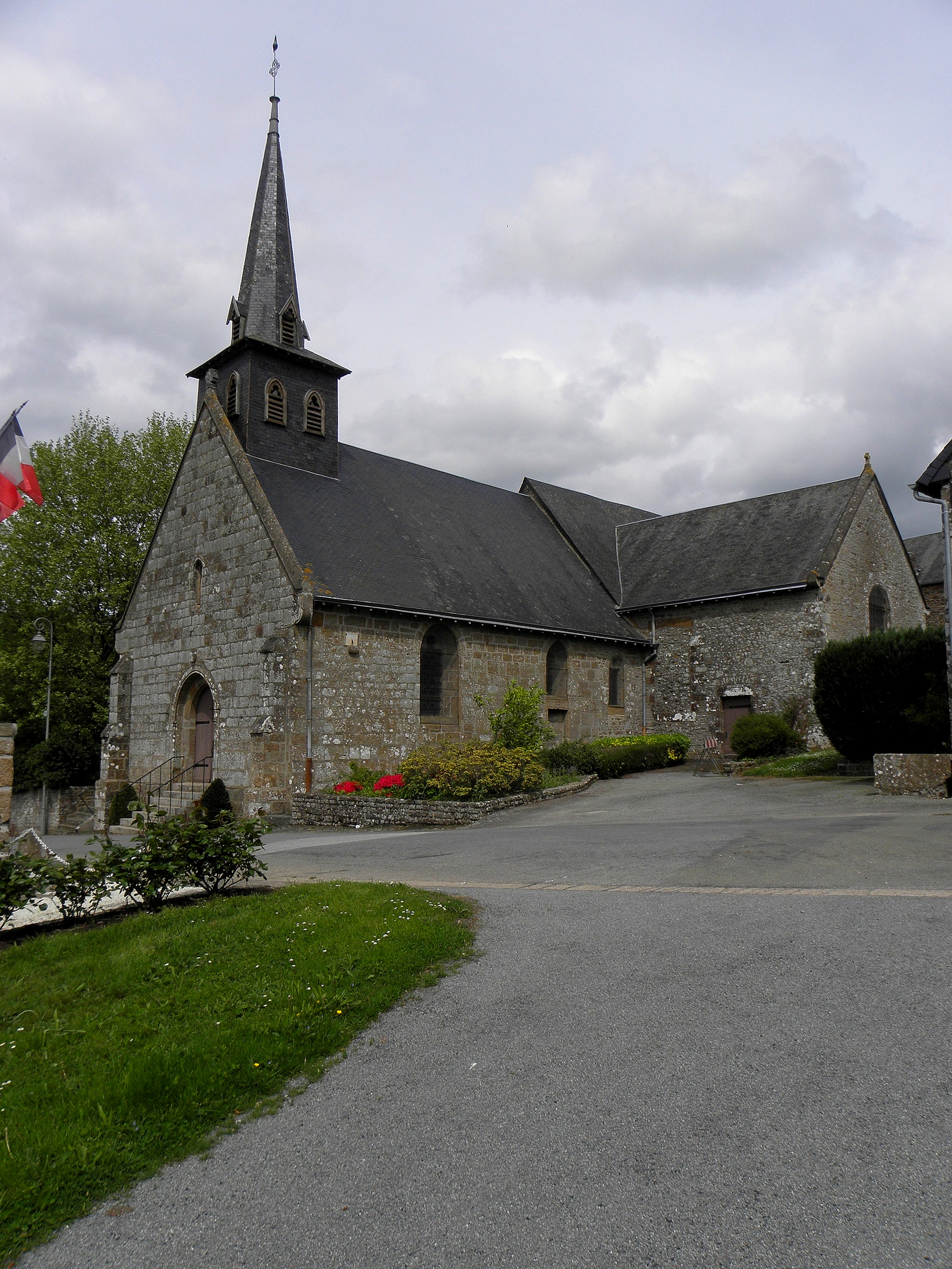
Kirche Saint-Aubin
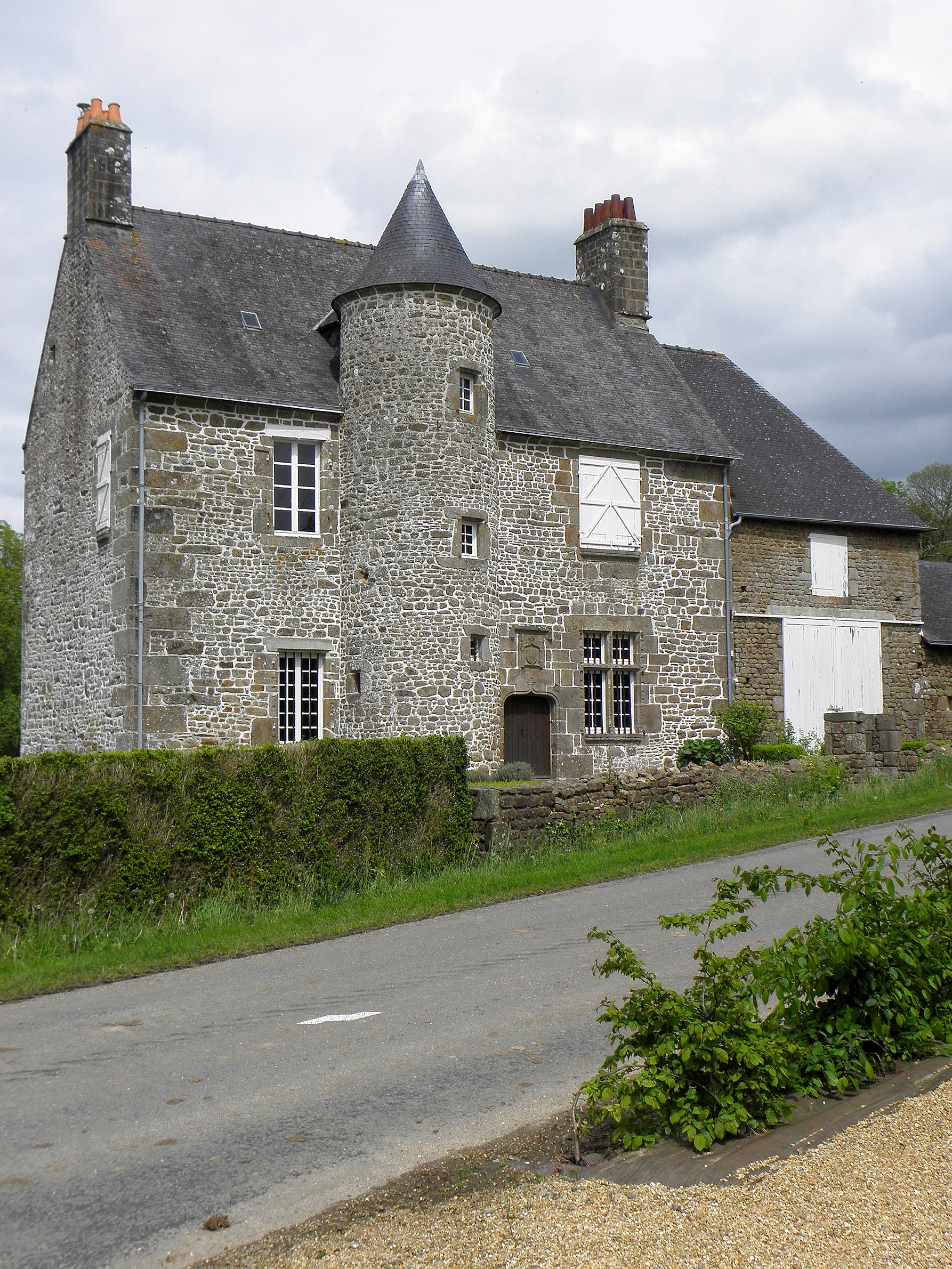
Herrenhaus La Cour
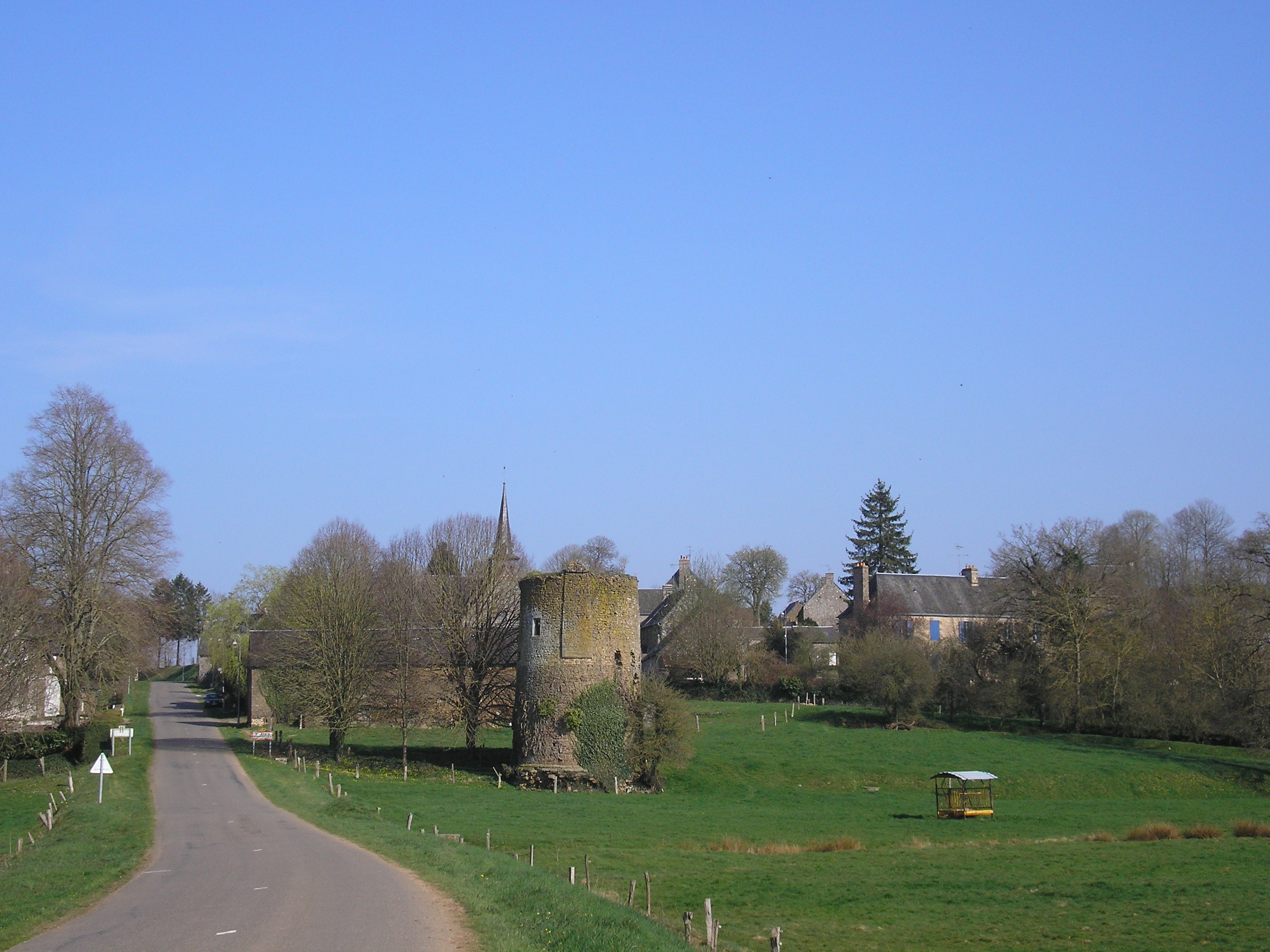
Englischer Turm